# Christian Schweigaard Stang
Christian Schweigaard Stang (ur. 15 marca 1900 w Christianii (Oslo), zm. 2 lipca 1977 w Kirkenes) – norweski językoznawca.

## Życiorys
W 1918 skończył szkołę, później studiował porównawcze językoznawstwo indoeuropejskie, początkowo zajmował się językiem staronordyjskim, gockim, łaciną i greką, później także sanskrytem. W latach 1920–1921 studiował w Paryżu, w 1923 odwiedził Moskwę i Piotrogród, po czym zainteresował się językami słowiańskimi, 1924–1925 przebywał na Litwie. W 1938 został profesorem uniwersytetu w Oslo. Badał języki bałtyckie, słowiańskie i indoeuropejskie. Pozostawał w bliskim kontakcie z czołowymi europejskimi językoznawcami, m.in. Émile Benveniste, Romanem Jakobsonem, Jerzym Kuryłowiczem, Josephem Vendryesem i Nikołajem Trubieckoj. Napisał m.in. praceDie Sprache des litauischen Katechismus von Mazvydas (1929), Das slavische und baltische Verbum (1942), Vergleichende Grammatik der baltischen Sprachen (1966) i Lexikalische Sonderübereinstimmungen zwischen dem Slawischen, Baltischen und Germanischen (1972).